# كريستين كلاين
كريستين كلاين (بالدنماركية: Kirsten Klein)‏ هي مصورة دنماركية، ولدت في 1945 في ستوكهولم في السويد.